# Alfons Abel

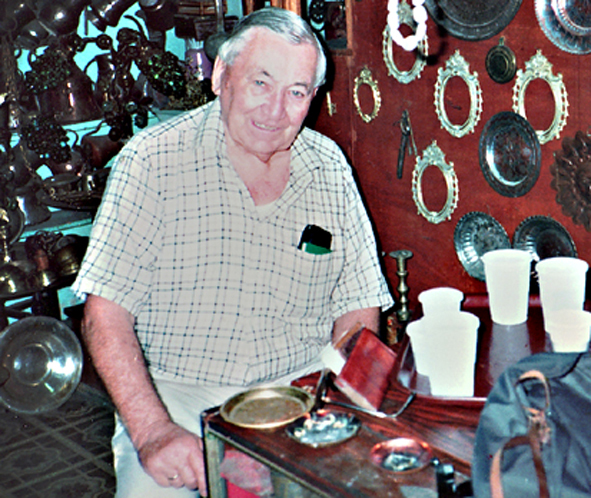
Alfons Abel (1983)

Alfons Abel (* 19. Januar 1908 in Nürnberg; † 28. Juni 1994 ebenda) war ein deutscher Glasmaler. Sein künstlerischer Wirkungskreis war vor allem in Nürnberg, Mittelfranken und der Oberpfalz, vereinzelt auch in Oberbayern.

## Leben
Alfons Abel war der Sohn von Christian Abel, einem Fachlehrer und Meisterprüfer für Kunstglaser, der in Nürnberg eine renommierte Glaserei führte.
Im Jahre 1925, nach Abschluss der technischen Ausbildung als Glaser (mit der Ehrenurkunde der Wittelsbacher Landesstiftung), trat Alfons Abel in die Staatsschule für angewandte Kunst in Nürnberg in die Klasse Vogt ein. Erste Aquarelle mit Nürnberger Motiven aus dieser Zeit wurden in der Stuttgarter Illustrierten (Jg. 1932) veröffentlicht. Von 1928 bis 1929 studierte Abel an der Kunstakademie in München bei Professor Franz Klemmer, 1929 wechselte er an die Kunsthochschule Berlin-Charlottenburg in die Klasse Erich Wolfsfeld. Als Stipendiat und Meisterschüler beendete er dort 1931 sein Studium und war im Anschluss daran als freischaffender Künstler in Nürnberg tätig.
1934 richtete er im Auftrag des Reichsverbandes Deutscher Glasmalereien eine Glasmalerei in Sofia/Bulgarien ein.
Von 1942 bis 1946 während seines Kriegseinsatzes auf Kreta (ohne Kampfeinsatz) und in der Kriegsgefangenschaft in Ägypten (unter englischer Besatzung) entstanden zahlreiche Aquarelle und einige Ölmalereien. Während der Kriegsgefangenschaft war er Dozent an einer englischen Kunsthochschule in Heliopolis.
Nach erfolgreichen Gesuchen um Entlassung aus der Kriegsgefangenschaft durch die Stadt Nürnberg und durch das Erzbischöfliche Ordinariat Bamberg kehrte er 1947 mit dem Antifaschisten-Transport nach Nürnberg zurück.
Abel unternahm seit 1936 mit seiner Frau zahlreiche Studienreisen in die meisten europäischen Länder. Alljährliches Reiseziel nach Kriegsende war Griechenland.

## Mitgliedschaften
- Albrecht-Dürer-Verein Nürnberg (seit 1936)
- Deutsche Gesellschaft für christliche Kunst (seit 1936)

## Auszeichnungen
- 1925 Ehrenurkunde der Wittelsbacher Landesstiftung für Kunst und Wissenschaft
- 1935 Geldpreis durch die Lothar-von-Faber-Stiftung.
- 1980 als Vertreter kirchlicher Kunst Empfang bei Papst Johannes Paul II. anlässlich dessen Besuchs in München.
- Bundesverdienstkreuz, Verdienstmedaille (2. September 1988)[1]

## Künstlerisches Schaffen
Abels künstlerisches Repertoire besteht neben der Glasmalerei aus Arbeiten in Drahtemail, Sgraffito, Mosaik und Drahtplastik. Seine Arbeit umfasst über 250 Werke. Sie befinden sich in Kirchen, Friedhöfen, Schulen, Unternehmen und Privathaushalten (darunter in der Villa Grundig in Fürth/Bay) oder in öffentlichen Einrichtungen (darunter im Nürnberger Rathaus). Seine Entwürfe führte Abel stets selbst aus. Die Nürnberger Presse und andere lokale Zeitungen verfolgten seine Tätigkeit über alle Jahre seines Schaffens.

## Künstlerische Sprache
Abel verbindet die formal strenge und reduktive Formsprache seiner Kirchenfenster mit der Architektur. Seine Glasmalerei will durch Lichtführung und Gestaltkonzept die Sprache des Raumes aufgreifen und ihn kompositorisch bereichern.
Das Bleigerippe, das den Glasschnitt zusammenhält, gestaltet sich unter der Hand des Künstlers als lineare Zeichnung, die durch die Strahlkraft des farbigen Konzepts gebrochen wird. Abels Glasmalerei lebt vom Wechselspiel aus figurativer Klarheit und überströmender Lichthaftigkeit. Dazu kommt als weitere Steigerung die Wahl des mundgeblasenen Antikglases aus der Glashütte Waldsassen, das durch die Feinheit der Nuancen das schillernde Licht vielstimmig verstreut.
Seine Bildsprache gehorcht keinem ästhetisch-kurzlebigen Zeitempfinden. Er versteht sein Schaffen als Auftragsarbeit wie die mittelalterliche Dombauhütte, in der die christliche Botschaft vermittelt werden sollte. Diese Botschaft übersetzt Abel in menschliche Würde, kompositionelle Kraft und lebendige Darstellung. Presse und Auftraggeber weisen auf die tröstliche und beruhigende Botschaft hin, die von Abels künstlerischer Gestaltung ausgeht.

## Kirchliche Werke (Auswahl)

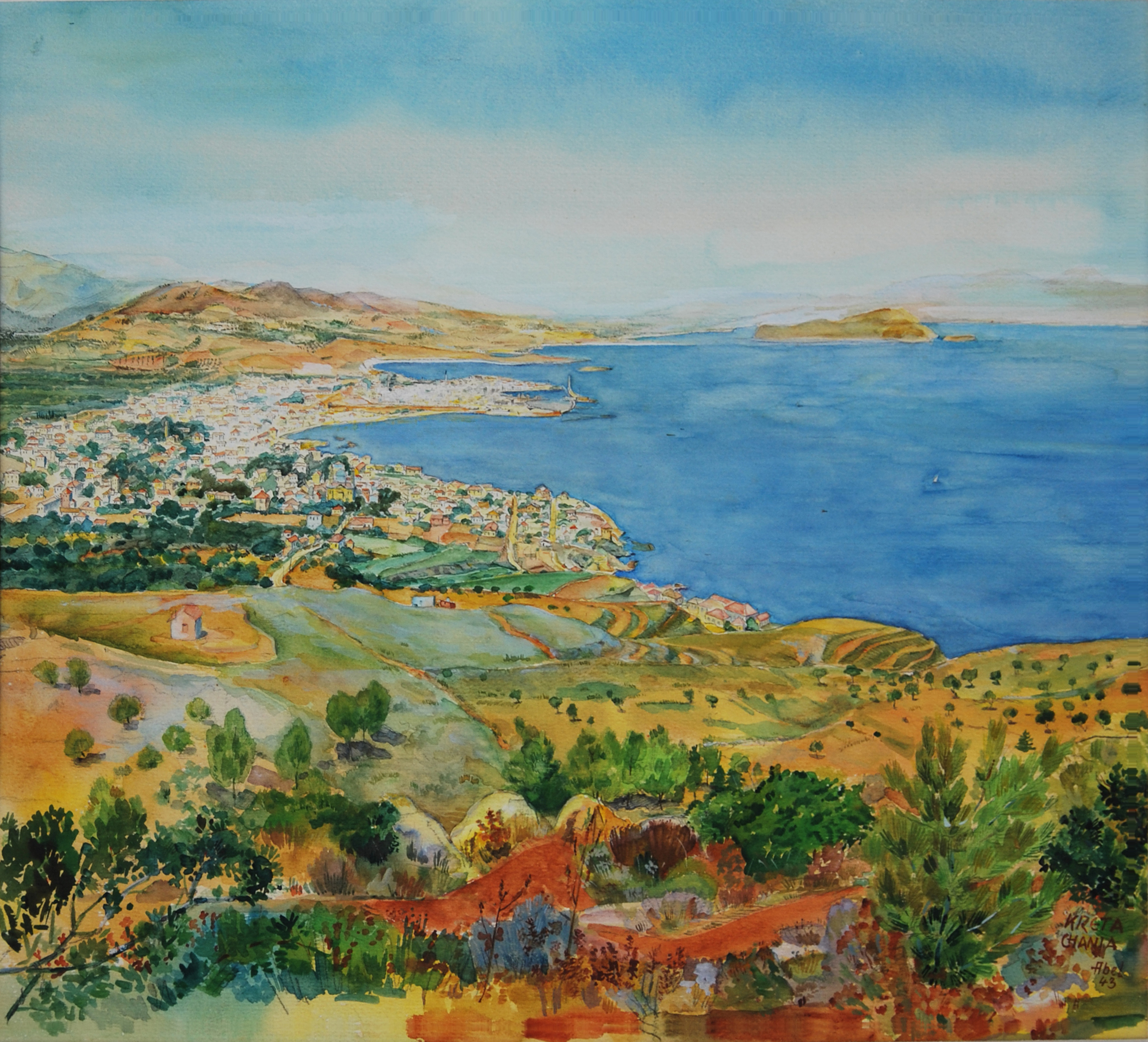
Aquarell: Blick auf Chania, 1943

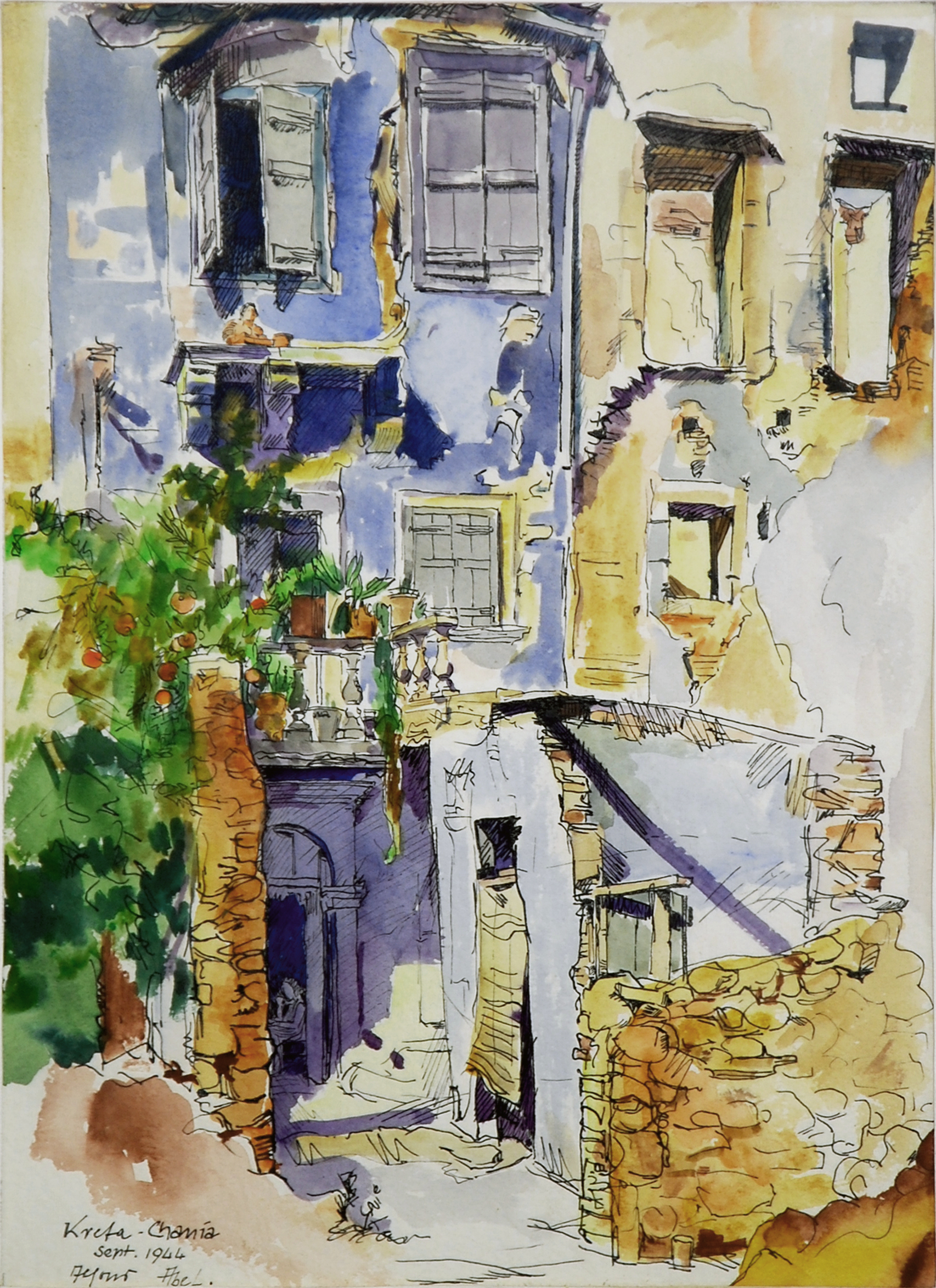
Aquarell: Chania, 1944

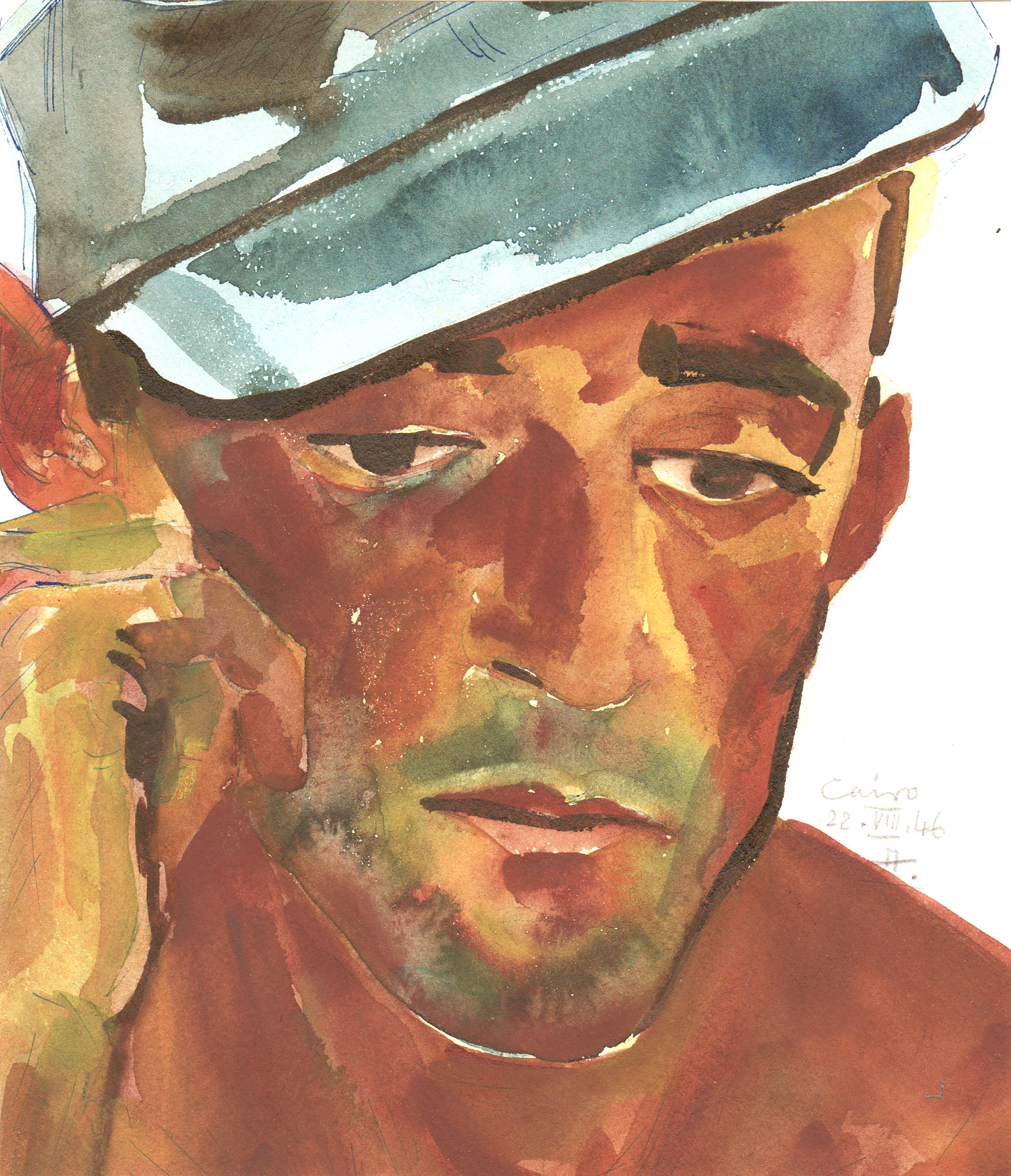
Aquarell: Heinz Jahn, 1946

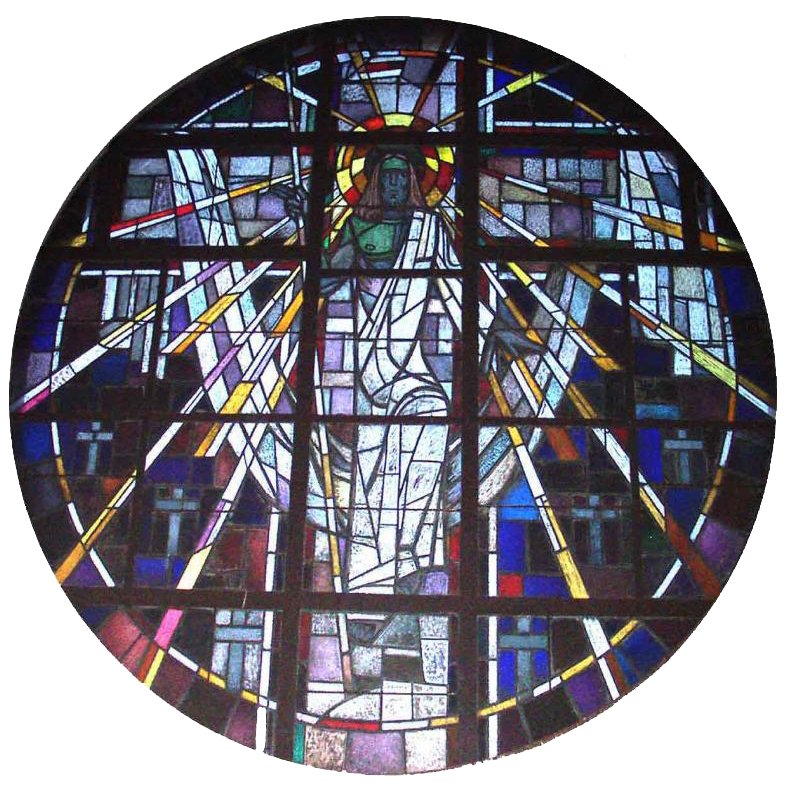
Rundfenster in St. Bonifaz, Röthenbach, 1955

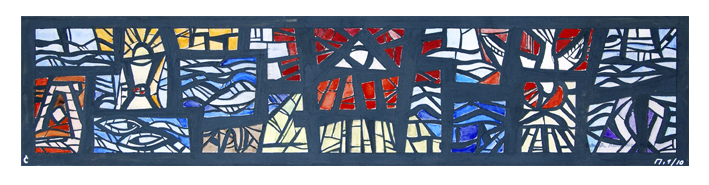
Entwurf zu einem Betonfenster Leichenhalle Ramsfeld, 1970

| 1932      | Evang. Auferstehungskirche, Nürnberg-Fischbach. Email-Altar Abendmahl                                                                                            |
| 1932      | Kath. Pfarrkirche Zu den Schutzengeln, Nürnberg. Altarfenster Engel beschützt Kinder                                                                             |
| 1947      | Bauhütte Evang. St. Lorenzkirche, Nürnberg. Instandsetzung der Rosette                                                                                           |
| 1948      | Evang. Kirche Oberampfrach/Ansbach. Fenster Die leidende und die siegreiche Kirche                                                                               |
| 1950–1960 | Evang. Reformations-Gedächtniskirche, Nürnberg |
| 1950      | Gemeindehaus. Fensterfolge mit historischen Persönlichkeiten |
| 1960      | Kirche. Fenster Taufe im Jordan |
| 1950      | Familiengruft Graf von Faber, Stein bei Nürnberg. 2 Fenster |
| 1951      | Evang. Christuskirche, Trostberg/Opf. Rundfenster Der auferstandene Christus                                                                                     |
| 1952      | Evang. St. Jakobskirche, Feucht. Altarfenster Motive aus dem Leben Christi                                                                                       |
| 1953      | Zentralfriedhof Erlangen. Halbbogenfenster Motive aus dem Leben Christi                                                                                          |
| 1954–1985 | Kath. Herz-Jesu-Kirche, Nürnberg |
| 1954      | 2 Fenster Hl. Josef. Hl. Theresa (Schwesternheim) |
| 1954      | Spitzbogenfenster Taufe Christi im Jordan |
| 1959      | 3 Chorfenster Moses. Das Leben Christi. Die lebende Kirche |
| 1959      | Portalfenster HL. Dreifaltigkeit |
| 1961      | Sakristei Fenster |
| 1961      | Fenster Orgelempore Musizierende Engel |
| 1978      | Fenster Seitenschiff Aus der Lauretanischen Litanei |
| 1979      | Fenster Seitenschiff Maria Heimsuchung |
| 1984      | Fenster Seitenschiff Ausgießung des hl. Geistes |
| 1985      | Fenster Seitenschiff Taufe im Jordan |
| 1954      | Evang. Kirche Unserer Lieben Frau Merkendorf (Mittelfranken). Sakristei Fenster                                                                                  |
| 1955      | Evang. Kirche Schwarzenbruck/Feucht. Rundbogenfenster Lamm Gottes                                                                                                |
| 1956–1957 | Evang. Thomaskirche Nürnberg-Großreuth |
| 1956      | Rundbogenmittelfenster Auferstehung Jesu |
| 1957      | Seitliche Rundbogenfenster Taufe Jesu. Ausgießung des Hl. Geistes                                                                                                |
| 1957      | Evang. Bartholomäuskirche, Nürnberg. Fenster Christi Himmelfahrt                                                                                                 |
| 1957–1978 | Evang. Kirche Nürnberg-Almoshof |
| 1957      | 2 Rundfenster Brot der Welt. Zwei Engel |
| 1978      | Fenster Verbreitung Wort Gottes |
| 1958      | Friedhofskapelle Heuchling/Lauf. 3 Fenster Jesus in Gethsemane. Kreuzigung. Auferstehung                                                                         |
| 1959      | Kath. Kirche Emskirchen. Fenster Pieta |
| 1959      | Evang. Kirche Velden (bei Hersbruck). 6 Chorfenster Ornamentale Glasmalerei                                                                                      |
| 1962      | Waldfriedhof Weiden/Opf., Leichenhalle. 8 Fenster, u. a. Glaube. Liebe. Hoffnung                                                                                 |
| 1964      | Kath. St.-Georg-Kirche, Nürnberg, Gedächtnisraum. 4 Fenster Pieta. Auferstehung. Tod. Verklärung                                                                 |
| 1965      | Kath. Maria-Hilf-Kirche, Nürnberg. Glasmalerei über zwei Gesamtfassaden Geheimnis des Rosenkranzes. Kreuzwegstationen. Tabernakel Email und Kupfer Hl. Abendmahl |
| 1965      | Evang. Friedenskirche, Nürnberg, Gemeindesaal. Fenster Stammbaum Christi                                                                                         |
| 1966–1972 | Evang. Methodistenkirche, Nürnberg, Gugelstr. |
| 1966      | Altarfenster Kreuzigung und Auferstehung |
| 1970      | 4 Fenster Bergpredigt. Passion Jesu. Der verlorene Sohn. Weltgericht                                                                                             |
| 1968      | Kath. Pfarrkirche St. Karl Borromäus, Nürnberg-Mögeldorf. 8 Chorfenster Kompositionen mit Engeln                                                                 |
| 1969      | Kath. Pfarrkirche Hirschau. Altar-Spitzbogenfenster Lamm Gottes                                                                                                  |
| 1973      | Kirche des Wohnstifts am Tiergarten, Nürnberg. Fensterfolge aus Farbkompositionen mit figurativ dargestellten Werken der Barmherzigkeit                          |
| 1974      | Kath. Pfarramt Hartenstein (Fränkische Schweiz). Fenster St. Martin                                                                                              |
| 1979      | Evang. Methodistisches Martha-Maria Krankenhaus, Nürnberg. Fenster im Andachtsraum Kommet zu mir                                                                 |